# Contadero (Perú)
Contadero es un despoblado peruano ubicado en el distrito de Cajatambo, perteneciente a la provincia homónima del departamento de Lima, al centro oeste del Perú. 

## Ubicación
Contadero se ubica al este de la provincia de Cajatambo, en el distrito de Cajatambo, en el departamento de Lima.

## Demografía
En 1993 Contadero tenía una población de 5 habitantes, mientras que en 2017 no tuvo a ningún habitante empadronado.
| Gráfica de evolución demográfica de Contadero entre 1993 y 2017 |
|                                                                 |
| Fuentes: Población 1993 y 2017                                  |